# Hilding Nyman
Hilding Elof Nyman, född 8 mars 1870 i Göteborg, död 8 augusti 1937 i Stockholm, var en svensk målare, tecknare och grafiker. 

## Biografi

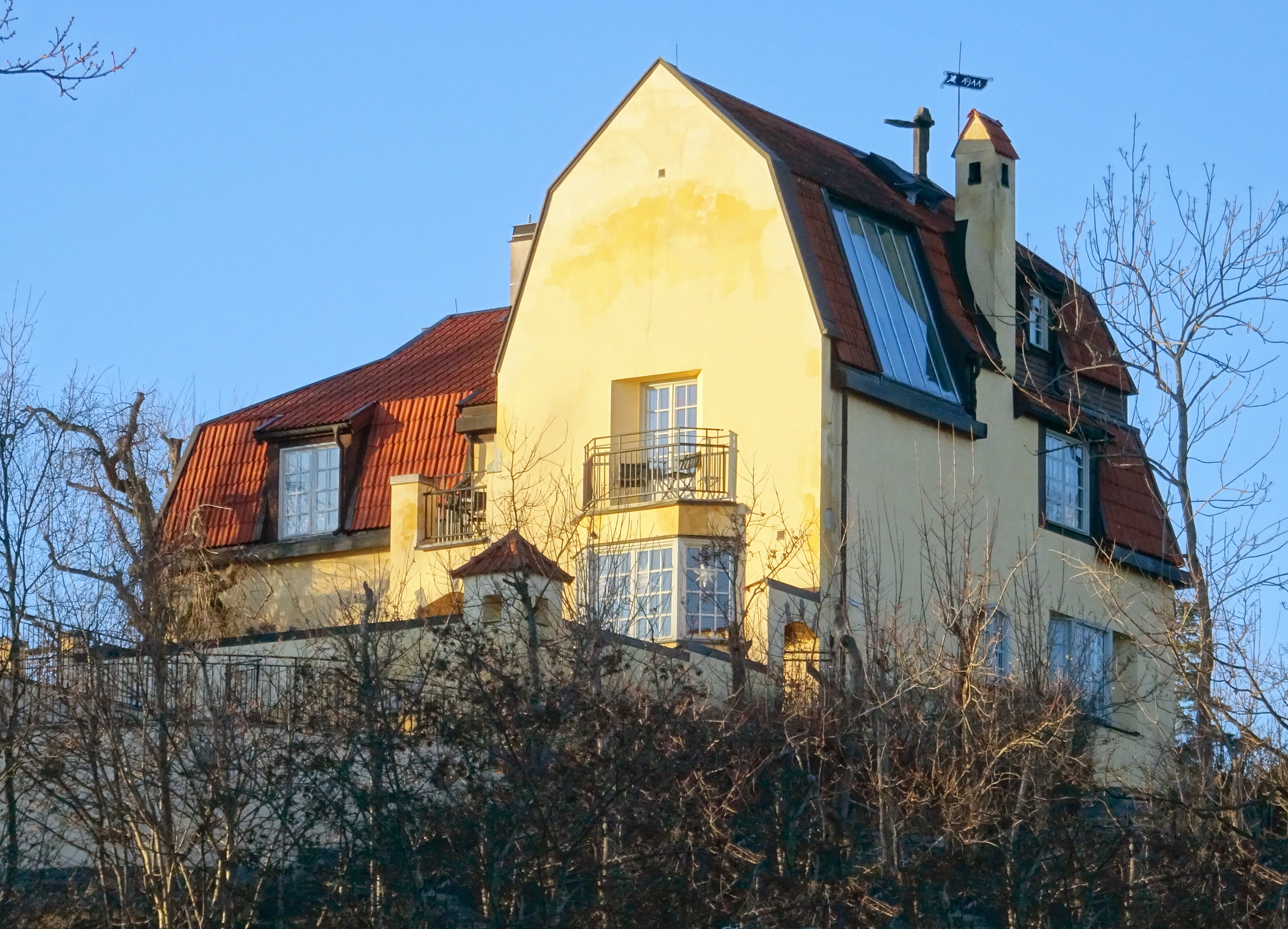
Hilding Nymans ateljé och bostad i Saltsjö-Duvnäs.

Hilding Nyman studerade bland annat hos den amerikanske konstnären W. L. M. Pendleton i Örebro mellan 1892 och 1893, var senare elev hos Richard Bergh 1898-1899 och vid Konstnärsförbundets målarskola 1900. År 1901 var han på flera studieresor som tog honom till bland annat Tyskland, Nederländerna och Belgien. Under en kort vistelse i Mora 1911 var han även elev till Anders Zorn.
Som målare var Nymans produktion begränsad och omfattar huvudsakligen landskapsbilder och folklivsskildringar från Dalarna och Uppland. Gällande hans grafiska verk dominerar lantliga scener som fäbodliv, lantbruk och folkliv. Här var hans kontakt med och inflytande av Anders Zorn av betydelse. Mera känd blev Nyman som skämttecknare, där han var medarbetare för Strix (1897), Dagens Nyheter (1901), Svenska Dagbladet (1905) och Stockholms-Tidningen (1913-15). Hans fräcka, kraftfulla illustrationer i tusch påminner mycket om Albert Engströms stil. Även som bokillustratör var Nyman verksam, bland annat utförde han illustrationer för Per Hallström, ”En skälmroman” (1906) och Felix Körling, ”Kisse Misse Måns och andra visor” (1913). 1918 utgav han en egen teckningssamling, ”Kruspersilja och sillsallad”.
Hans arbeten är representerade i Nationalmuseum, Zornmuseet i Mora, Uppsala universitetsbibliotek samt Göteborgs konstmuseum och Östersunds museum. I Statens porträttsamling på Gripsholms slott återfinns en bröstbild på honom utförd av Louis Sparre 1927.

## Familj
Nyman var gift med Edit Maria Mercedes Küsel (1877–1962), syster till konstnären Ernst Küsel och dotter till ägaren av Duvnäs gård Robert Herman Küsel (1819–1898) och Emilia Augusta Küsel född Lund.
Nyman var far till konstnären Olle Nyman.

## Utställningar (urval)
- Konstnärsförbundets utställning i Stockholm 1902
- Utställningen ”Svensk konst” i Hälsingborg 1903
- Konstföreningens för södra Sverige utställning i Lund 1911
- ”Baltiska utställningen” i Malmö 1914
- ”Erste Internationale Kunst-Ausstellung” i Leipzig 1914
- ”Svensk grafik 1912-19” i Konstakademien 1919
- ”Nutida engelsk och svensk grafik” i Konstakademien 1927